# Neusorg (Waldsassen)
Neusorg ist ein Gemeindeteil der Stadt Waldsassen im oberpfälzischen Landkreis Tirschenreuth.

## Geografie
Neusorg liegt im Oberpfälzer Wald, nahe der Grenze zur Tschechischen Republik. Die Einöde liegt drei Kilometer nördlich von Waldsassen.

## Geschichte
Das bayerische Urkataster zeigt Neusorg in den 1810er Jahren als Einzelgehöft, an dessen Westseite zwei kleine Tümpel liegen. Von den bayerischen Gemeindeedikten bis in die 1970er Jahre hinein gehörte Neusorg zur Gemeinde Münchenreuth. Als die Gemeinde Münchenreuth mit der bayerischen Gebietsreform ihre Selbstständigkeit verlor, wurde Neusorg zusammen mit den übrigen Gemeindeteilen in die Stadt Waldsassen eingegliedert.
| Jahr          | 001900 | 001925 | 001950 | 001961 | 001970 | 001987 |
| Einwohnerzahl | 13     | 10     | 12     | 11     | 8      | 4      |

## Baudenkmäler
- Liste der Baudenkmäler in Neusorg